# Cultura gitana

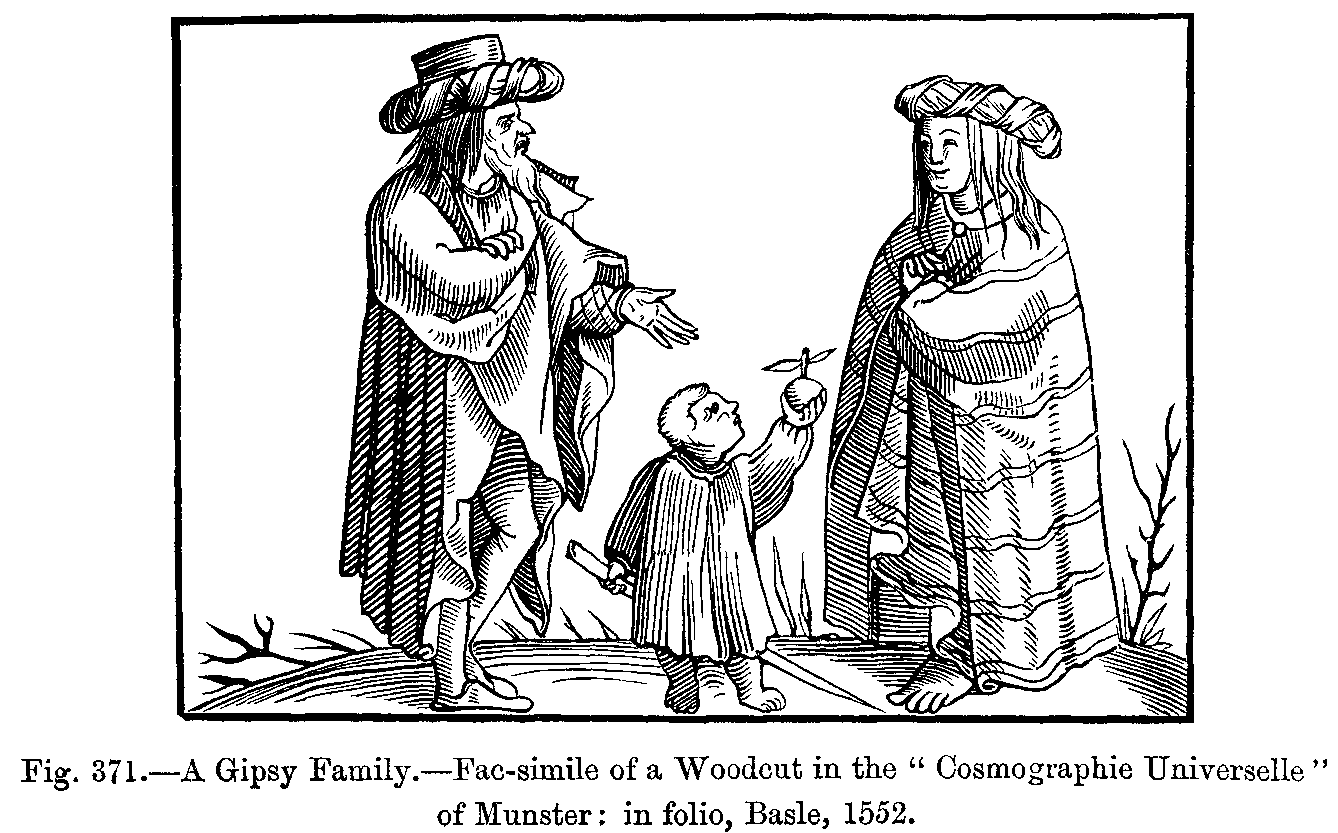
Grabado de 1552 de Una familia gitana.

La expresión cultura gitana se refiere al conjunto de hábitos y modos de vida propios del pueblo gitano. Adopta elementos culturales de la comunidad en la que se asienta, y al mismo tiempo tiene características propias, si bien no existe una homogeneidad universal.
El pueblo gitano o pueblo rom abarca un grupo distintivo étnico y cultural de gentes que viven por todo el planeta y que comparten una familia de lenguas y en ocasiones un modo de vida nómada. Si bien sus orígenes exactos no son claros, la India central es un notable punto de origen. Su lengua surgió del guyaratí y el rayastani y guarda parecidos con éstas, con préstamos lingüísticos de otras lenguas a medida que emigraron de la India. En Europa, han logrado preservar su herencia cultural y su sociedad a pesar de ser victimizados por otras culturas.

## Orígenes

La bandera gitana con clara inspiración asiática.

Las investigaciones lingüísticas y fonológicas han rastreado el origen del pueblo romaní hasta lugares del subcontinente indio, vinculando concretamente a los grupos proto-romaníes con la India central. De acuerdo con modernas investigaciones lingüísticas y genéticas, los gitanos tienen sus orígenes en el noroeste de la India; sus ancestros habrían pertenecido a la casta dom. Esto se puede observar en ciertas palabras de su idioma, muy similares al sánscrito y al hindi. Sus trabajos tradicionales eran el canto, la música, la danza y el entretenimiento. Rasgos de desarrollos fonológicos que surgieron durante la primera etapa de transición del índico antiguo al índico medio demuestran que la historia de los romaní comenzó en la India central. El idioma romaní comparte muchos rasgos con las lenguas indoarias centrales, como el hindi, el urdu, el panyabí y el rayastani; también comparte conexiones con lenguas indoarias del norte, como el cachemir, y el idioma mismo contiene un grupo de palabras persas y árabes. Lingüistas, basándose en estas similitudes fonológicas, así como en los rasgos de evolución fonológica que surgieron durante la primera etapa de transición del sánscrito antiguo al prácrito índico medio, concluyen que la historia del romaní comenzó en la India central. Otros factores, como el ADN y los grupos sanguíneos y costumbres no escritas, también sugieren los orígenes del subcontinente indio de los romaníes, lo que posiblemente explique el principal haplogrupo de los varones romaníes (HM82), que es definitivamente indio. Los romaníes tienen problemas para documentar su origen exacto debido a la falta de registros específicos dejados por sus antepasados. Sin embargo, su historia se cuenta a través de las costumbres del clan familiar, como el canto y la narración oral de cuentos. Los registros no pueden identificar con exactitud el motivo por el que los romaníes emigraron de la India; hay varios motivos posibles, como la hambruna y las invasiones militares de Alejandro Magno (356-323 a. C.) y/o de Mahmud de Gazni (971-1030 d. C.).
No existe una teoría de origen única que sea aceptada en su totalidad por todos los diferentes grupos romaníes. Existen muchas leyendas y teorías en los distintos países en los que viven los gitanos. Varía entre los Dasikane Roma (cristianos) y los Horahane Roma (musulmanes) en los Balcanes, así como entre los diferentes subgrupos romaníes de todo el mundo.
Muchas versiones han sido propuestas por no gitanos, especialmente la de los misioneros evangélicos, según la cual los gitanos eran supuestamente descendientes de los esclavos indios que fueron capturados por Mahmud de Gazni en los años 1000-1026 d. C. en su campaña a la India. Sin embargo, esta afirmación está alimentada por la islamofobia, y contradice las menciones escritas bizantinas sobre gitanos que vivían en Tracia en Europa ya en los años 800-803 d. C.
En Hungría se afirma que los romaníes son descendientes de los intocables, los dalits, que llegaron a Europa desde la India entre el 400 y el 500 d. C. Hay un estudio genético que muestra claramente que los romaníes son genéticamente cercanos a los intocables indios o que descienden de los dalits indios.
Los sinti de Alemania creen que sus antepasados llegaron a Europa como refugiados de guerra desde Sind en los años 711-713 d. C. a través de los omeyas bajo el mando de Muhammad ibn al Qasim, mientras que algunos dicen que son descendientes de los sinti que vivieron una vez en Sintiki en Europa.
Otra leyenda describe al rey persa Bahram V, que se llevó músicos de la India a Irán entre el 420 y el 438 d. C., y que luego vagaron por la Ruta de la Seda hasta Europa. Algunos creen que los romaníes son sus descendientes.
Algunos grupos romaníes creen que son los descendientes de los indios que fueron traídos a Europa por Alejandro Magno alrededor del año 326 a. C. Esta leyenda se extendió ampliamente entre los gitanos cristianos y musulmanes del norte de Macedonia y Grecia.

## Familia y etapas de la vida
Tradicionalmente, los romaníes asignan un gran valor a la familia extensa.

### Bodas
Tradicionalmente, las familias suelen ser numerosas. El matrimonio en la cultura romaní enfatiza la importancia de la familia y demuestra los lazos entre grupos diferentes, a menudo trasnacionalmente. Los matrimonios arreglados son por tradición altamente deseables. Es costumbre que los padres del novio le paguen a la familia de la novia. Los padres de la potencial pareja ayudan a identificar una pareja ideal para sus hijos. Los padres pueden presionar a sus hijos a casarse con alguien en particular, en tanto es una norma establecida el haberse casado antes de cumplir los 30 años de edad. Escuelas, iglesias, bodas y otros eventos son también entornos populares para encontrar un posible cónyuge. Se espera que las parejas potenciales sean supervisadas o acompañadas por un adulto. Con la aparición de los medios de comunicación social, como Facebook o los teléfonos móviles, y el avance de la educación de las mujeres, muchas costumbres tradicionales y opiniones conservadoras se han vuelto menos rígidas. En algunos grupos romaníes, por ejemplo los kalé finlandeses, se ignora por completo la idea de un matrimonio legalmente arreglado.
Los matrimonios fuera de sus propios grupos son extremadamente raros y a menudo no son bienvenidos. Los gitanos cristianos y musulmanes no suelen casarse entre ellos. Hay matrimonios con payos (no gitanos), especialmente entre mujeres gitanas y hombres payos. Hombres romaníes musulmanes balcánicos y turcos que llegaron a Alemania como trabajadores invitados se han casado a veces con payas alemanas. Tradicionalmente, la comunidad gitana es muy patriarcal, de modo que cuestiones como la virginidad se consideran esenciales en las mujeres solteras. En la boda gitana la virginidad es importante en las mujeres solteras, y cuando esta es legitimada suele ser mostrada con buen recibimiento por parte de las familias, mediante la  prueba del pañuelo. Esta práctica constituye una representación visible de la pureza preservada de una joven y, por tanto, del honor mantenido de su familia. En consecuencia, hombres y mujeres suelen casarse muy jóvenes.
La práctica romaní del matrimonio infantil ha generado gran controversia en todo el mundo. En 2003, uno de los muchos autodenominados «reyes» romaníes, Ilie Tortică, prohibió el matrimonio antes de que los contrayentes tuvieran la edad legal en su país de residencia. Un patriarca romaní, Florin Cioabă, se enfrentó a las autoridades rumanas a finales de 2003 cuando casó a su hija menor, Ana-Maria, con apenas doce años de edad, muy por debajo de la edad legal para casarse.
Se cree que el matrimonio por secuestro o rapto de novias (no confundir con la tradición rumana del rapto de novias) es una parte tradicional de la práctica romaní. Niñas de apenas doce años pueden ser secuestradas para casarlas con chicos adolescentes. Se ha reportado de esta práctica en Irlanda, Inglaterra, la República Checa, los Países Bajos, Bulgaria y Eslovaquia. Se cree que el rapto de novias es una forma de evitar pagar el precio de la novia o un medio para que una chica se case con un chico al que quiere pero cuyos padres no quieren. La normalización del rapto por parte de la tradición hace que las jóvenes corran un mayor riesgo de convertirse en víctimas de la trata de personas.
Las prácticas del rapto de novias y del matrimonio infantil no están universalmente aceptadas en toda la cultura romaní. Algunos hombres y mujeres romaníes tratan de eliminar estas costumbres.
Antes de la boda gitana, cuando un gitano o una gitana se quiere casar, primero se hace un pedimiento gitano, que consiste en pedir la mano a la familia de la pareja. Desde este momento, los prometidos se consideran novios y pueden salir juntos, con buen recibimiento por los familiares de las dos partes. Mientras tanto se van preparando los festejos, en los que se realiza la prueba del pañuelo. Si la prueba da resultado positivo, es motivo de alegría euforia, por lo que los novios son levantados en hombros, y les lanzan almendras,a la par que se canta el Yeli, que es uno de los diversos cantes de alboreá que cantan los gitanos en honor a la novia. Antaño, se decía que traía mala suerte cantarlo cuando no fuese en la celebración de una boda.
Algunas bodas suelen durar días, mientras que otras resultan más sencillas. Las costumbres del festejo varían por regiones o lugar donde vivan. Por ejemplo, en algunas bodas se hace la corbata, que es dar dinero a los recién casados a cambio de un trozo de la corbata del novio (también se hace con la corona, el velo, tarta, etc.). 
También hay gitanos con distintas creencias que se suelen casar a la par por la iglesia católica o evangelista, o simplemente por el rito gitano. En Brasil es costumbre que se casen por el Rito Católico Anglicano del Movimiento Continuante, principalmente en el Estado de Goías, en Río Verde y Acreúna.
Las madres romaníes amamantan a sus hijos para conseguir una salud óptima y una mayor inmunidad. También lo consideran un regalo de Dios y una ayuda para establecer relaciones sanas entre madres e hijos.

### Crianza de los hijos
El pueblo gitano incorpora sus valores en la forma de criar a sus hijos. Hay un elemento de impureza que recae sobre la madre y el padre después de que la madre dé a luz. Esta impureza disminuye si el niño es un varón y la familia es considerada «afortunada». Tradicionalmente, las parejas viven con el padre del novio hasta que nazca su primer hijo. El pueblo gitano valora mucho la familia extensa, por lo que los padrinos, junto con esta otra familia, participan activamente en la vida del niño para garantizar su bienestar.

### Tutores
Estas personas suelen ser los familiares cercanos de la persona cuando esta es menor de edad, generalmente los padres, aunque si este falta en la familia: un tío, hermano mayor, abuelo, familiar cercano, o amigos. Generalmente son los padrinos de bautismo.

### Muerte
El respeto a la muerte, y el respeto al dolor del individuo es muy especial. Por ello, si a un gitano se le muere un familiar o amigo cercano suele vestir de negro para dar señal de su dolor, y si otro gitano lo ve, aunque no se conozcan, como muestra de respeto y dolor apaga la música o televisión, lo mismo que no canta ni baila.Lo mínimo de tiempo de luto son tres meses, aunque las mujeres cuyos compañeros han fallecido lo llevan de por vida.

## Religión
La religión de los gitanos varía según su lugar de residencia, pudiendo ser musulmanes, cristianos católicos u ortodoxos. A partir de la Segunda Guerra Mundial muchos se convirtieron al protestantismo. Los que tienen creencia evangelista suelen celebrar una ceremonia llamada «culto», en la que se le rinde homenaje a Dios mediante cantos o danzas llamados alabanzas.
En España, Andorra, Portugal y sur de Francia la mayoría del pueblo gitano que reside en estas regiones pertenece a:
- Gitanos cuyos orígenes son de Europa Occidental (España, Portugal, Francia...): Iglesia Evangélica o Iglesia católica.
- Gitanos cuyo orígenes son de Europa Oriental: Iglesia ortodoxa del país del cual provengan o Iglesia Evangélica de Filadelfia, principalmente.

El budismo Theravada vinculado al movimiento de B.R. Ambedkar se ha popularizado recientemente entre gitanos europeos, especialmente en Hungría.

## Idioma del pueblo gitano
La lengua gitana es el romaní
, un idioma indoeuropeo.

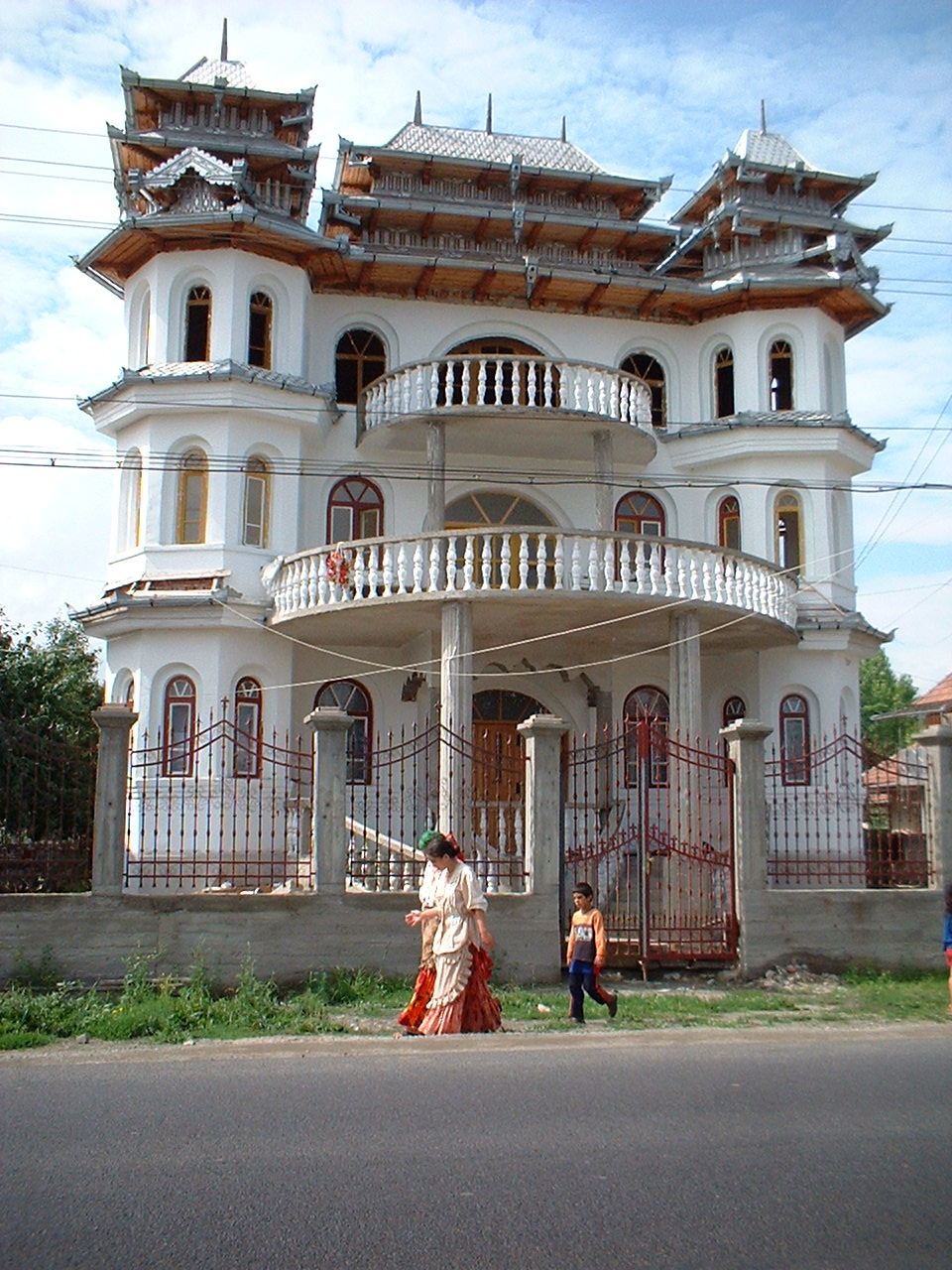
Casa de gitanos de Huedin, Rumania.

Un estudio del año 2003, publicado por la revista Nature, sugiere que el romaní está relacionado con el cingalés, todavía hoy hablado en Sri Lanka. En la actualidad, sin embargo, la mayoría de los gitanos del mundo habla la lengua del territorio en que habita, adaptándola mediante el fenómeno llamado pidgin. Según algunas autoridades las lenguas gitanas se agrupan de la siguiente manera:
- grupo del Danubio: representado por los kalderash, lovara y curara;
- grupo balcánico occidental: que comprende a istrios, eslovenos, javates y arlija;
- grupo sinto: eftavagarja, kranarja, krasarja y eslovaco;
- grupos rom: de Italia central y meridional;
- grupo británico: romaní galés (ya desaparecido) y anglo-romaní;
- grupo fínico;
- grupo greco-turco o greco-romaní.
- grupo ibérico: caló o hispano-romaní, que es una trasposición léxica del vocabulario romaní sobre la sintaxis y la gramática del español. Se habla en España, Portugal, Andorra y Gibraltar por la población gitana. Erromintxela es el nombre que recibe el habla de los gitanos del País Vasco (buhameak o ijitoak). Es una variante del idioma romaní, con grandes influencias del euskera.

Además, este idioma recoge en sí mismo el propio itinerario irregular de los gitanos durante los últimos mil años. Se pueden encontrar restos de vocabulario armenio (grast, caballo), persa (ambrol, pera; angustr, anillo), eslavo (ledome, congelado) y griego (drom, camino; kokalo, hueso), así como estructuras sintácticas de dialectos eslavos, del húngaro, del rumano, del alemán o del español.

## Música
Existe un fuerte vínculo del pueblo gitano con el arte, sobre todo con la música y la danza. Las diversas ramificaciones de la etnia gitana, en tanto que pueblo nómada, han hecho suya la música folklórica de aquellas regiones donde se han asentado. Los músicos gitanos constituyeron y aún hoy constituyen un factor importante en el enriquecimiento, cultivo y preservación de dichos estilos populares. Éste ha sido el caso del flamenco en España (con figuras gitanas de la talla de Camarón de la isla, La Niña de los Peines, José Mercé o Raimundo Amador) o la música de Europa del Este, entre cuyos máximos exponentes podemos citar a Šaban Bajramović. Otro tanto puede decirse de la danza. Bailaores flamencos como Carmen Amaya, Joaquín Cortés o Farruquito han alcanzado renombre internacional. Los gitanos sobre todo bailan rumbas y bulerías.

## Relaciones con otros pueblos

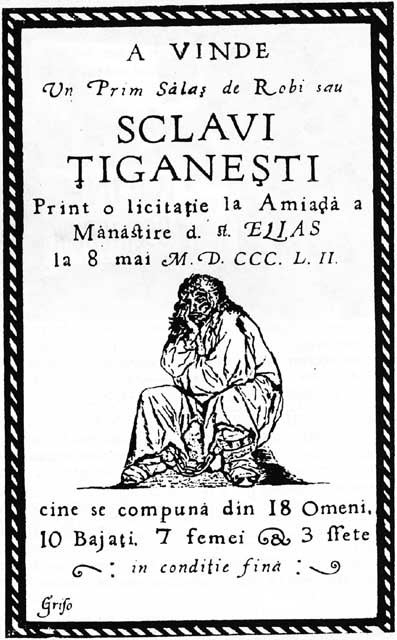
Anuncio de una venta de esclavos gitanos el 8 de mayo de 1852: 18 hombres, 10 niños, 7 mujeres y 3 niñas, "in conditie fina" (en buena condición).

Por las diferencias lingüísticas y culturales, sumado al nomadismo, los gitanos han sido objeto de persecución y discriminación por parte de muchos pueblos y naciones. El estereotipo popular gitano los contempla como ladrones y vagabundos, y ha contribuido al rechazo general de este pueblo. Por ejemplo, la palabra inglesa gip (que significa estafa u engaño) deriva de gipsy (gitano). El nombre alemán para gitano, Zigeuner, es considerado una derivación de ziehende Gauner, que literalmente significa ladrones nómadas.
Debido a este general rechazo, la sociedad gitana actual funciona de una forma hermética y prefieren no mezclarse con personas no pertenecientes a su cultura a los que llaman payos, aunque existen muchas excepciones. Era habitual que los padres gitanos sacasen a sus hijos del estudio para trabajar cuanto antes, aunque debido a muchas reformas en la legislatura de muchos gobiernos, esta clase de acciones no se suelen llevar a cabo.
En España se les obliga por ley a que obtengan como mínimo el título de Educación Secundaria Obligatoria o equivalente tanto a hombres como a mujeres.